# Вулиця Зубрицького (Львів)
Вулиця Зубрицького — вулиця в Личаківському районі Львова, у місцевості Знесіння. Пролягає від вулиці Милятинської до вулиці Пластової.
Прилучається вулиця Щоголева.

## Історія та забудова
Прокладена у першій третині XX століття, у 1933 році отримала назву вулиця П'ятниці (Пйонтніци), на честь церкви святої Параскеви П'ятниці. За радянської окупації у 1950 році перейменована на Тижневу. Сучасна назва — з 1993 року, на честь львівського історика Дениса Зубрицького.
Забудована одноповерховими конструктивістськими будинками 1930-х років та сучасними приватними садибами. Біля сполучення з вулицею Пластовою є ділянка промислової забудови.